# Кастеделчи
Кастелдѐлчи (на италиански: Casteldelci, на местен диалект Castèl, Кастел) е село и община в северна Италия, провинция Римини, регион Емилия-Романя. Разположено е на 618 m надморска височина. Населението на общината е 15 777 души (към 2010 г.).
Общината се намира в географския район горна Валмарекия.

## История
Общината Кастелделчи е част от провинция Пезаро и Урбино, регион Марке до 2009 г., когато участва в провинция Римини.